# 단곡선
단곡선(單曲線, simple curve)은 토목용어이다. 도로, 철도 등에서 중심선에 곡선부분이 있을 때 곡선반지름이 일정한 구간이며, 곡선반지름은 설계속도에 따라 정해진다. 원곡선(circular curve)이라고도 한다.

## 단곡선 관련 용어
- IP(Intersection Point) : 교점
- IA(Intersection Angle) : 교각
- R(Radius) : 곡선반경
- TL(Tangent Length) : 교각
- CL(Curve Length) : 곡선장
- BC(Beginning of Curve) : 곡선시점
- EC(Ending of Curve) : 곡선종점